# Sidi Bernoussi
Sidi Bernoussi est l'un des deux arrondissements de la préfecture de Sidi Bernoussi situé dans la préfecture de Casablanca au sein de la région de Casablanca-Settat. 
Cet arrondissement, a connu, de 1994 à 2015 (années des derniers recensements), une hausse de population, passant de 153 118 à 165 324 habitants.
Et d'après un recensement régional, la population de l'arrondissement d'Aïn Chock à très peu augmenté en quatre ans et serait au nombre de 170 569 en 2008.